# Adam Roberts (Schriftsteller)

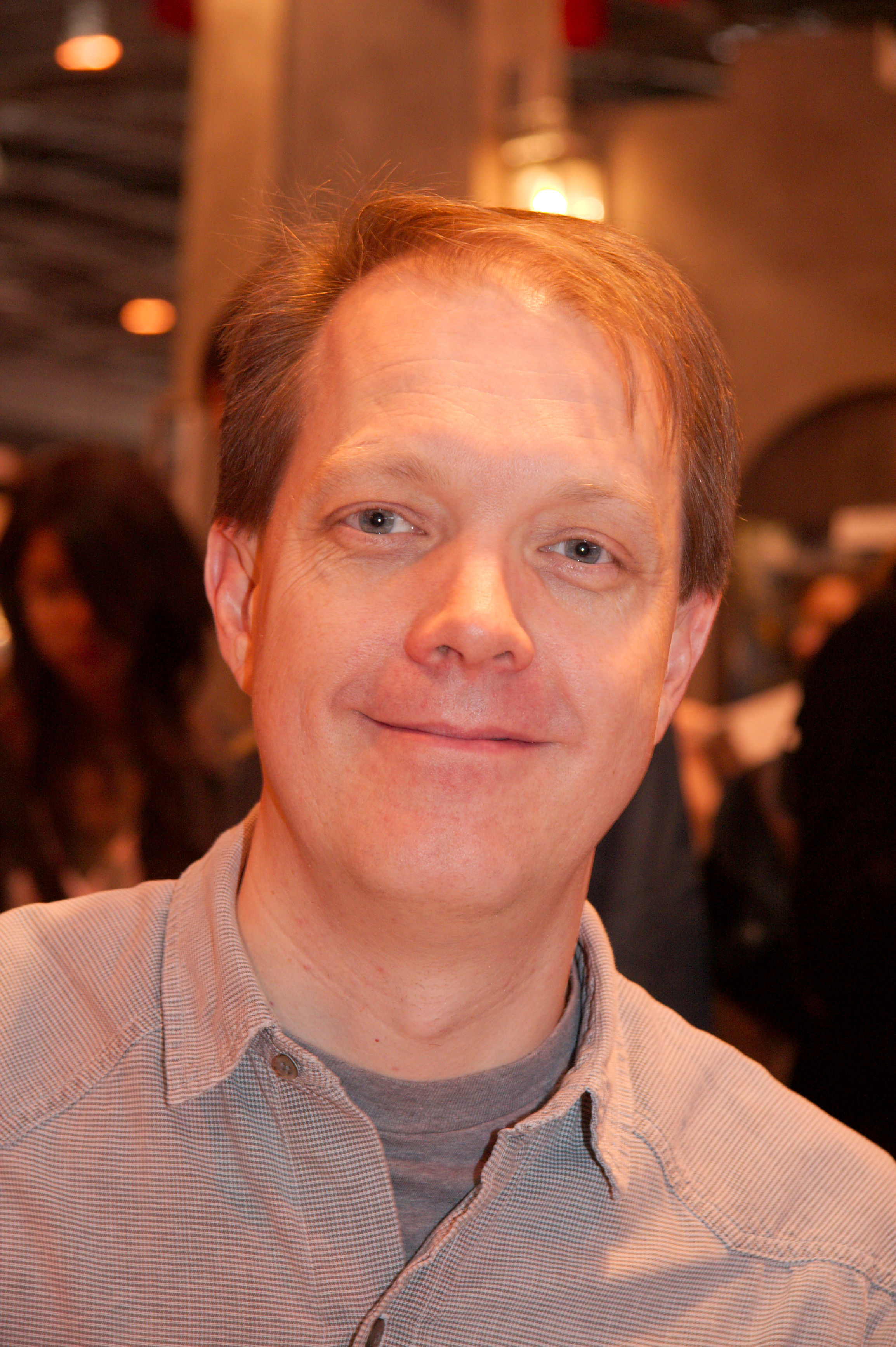
Adam Roberts (2008)

Adam Roberts (* 1965 in London) ist ein britischer Schriftsteller und Literaturwissenschaftler.

## Leben
Roberts promovierte an der Cambridge University zum Thema Robert Browning and the Classics. Seit 1991 ist er Professor für Britische Literatur des 19. Jahrhunderts am Royal Holloway College der University of London. In seiner Forschung beschäftigt er sich außer mit der Lyrik des 19. Jahrhunderts auch mit Science-Fiction-Literatur.
Neben seiner wissenschaftlichen Tätigkeit beschäftigt er sich auch praktisch mit der Science-Fiction-Literatur: Im Jahr 2000 erschien sein erster Science-Fiction-Roman Salt. Seitdem veröffentlichte er mehrere weitere Science-Fiction-Romane und Novellen sowie einen Band mit Kurzgeschichten. Außerdem veröffentlichte er Parodien auf populäre Werke der Science-Fiction und Fantasy.
Roberts' Science-Fiction-Romane können nicht strikt der harten oder weichen Science Fiction zugeordnet werden – wenngleich auch Schreibstil, Kapiteleinleitungen etc. gelegentlich eher auf ersteres hindeuten mögen –, da sie üblicherweise Elemente von beiden Zweigen des Genres aufweisen: Roberts geht oft von einer bestimmten technologischen Grundidee aus, die im Verlauf eines Romans konsequent weiterentwickelt wird, wobei auch die Auswirkungen auf Mensch & Gesellschaft beschrieben werden. On beschäftigt sich mit der Idee, wie es sich in einer Welt leben würde, in der man nicht auf dem Boden steht, sondern an einer Wand hängt; Polystom spielt in einem Universum, in der der Weltraum nicht luftleer ist und somit Ballonfahrten zwischen benachbarten Welten möglich sind; und The Snow zeigt auf, wie es uns ergehen könnte, wenn es auf einmal nicht mehr aufhört zu schneien.

## Auszeichnungen
- 2012: British Science Fiction Association Award, bester Roman Jack Glass
- 2013: John W. Campbell Memorial Award for Best Science Fiction Novel, bester Roman Jack Glass
- 2016: British Science Fiction Association Award, bestes Sachbuch Rave and Let Die: The SF and Fantasy of 2014

## Werke

### Science-Fiction-Romane
- Salt, Gollancz, 2000, ISBN 1-85798-787-X.
  - Deutsch: Sternennebel, 2006, Heyne, ISBN 3-453-52044-0,
- On, Gollancz, 2001, ISBN 0-575-07299-7.
- Stone, Gollancz, 2002, ISBN 0-575-07396-9.
  - Deutsch: Sternenstaub, Heyne, 2006, ISBN 3-453-53072-1,
- Polystom,  Gollancz, 2003, ISBN 0-575-07541-4.
  - Deutsch: Sternensturm, Heyne, 2007, ISBN 978-3-453-52290-9
- The Snow, Gollancz, 2004, ISBN 0-575-07651-8
- Gradisil, Gollancz, 2006, ISBN 0-575-07631-3
- Land of the Headless, Gollancz, 2007, ISBN 0-575-07799-9.
- Splinter, Solaris, 2007, ISBN 978-1-84416-490-5.
- Swiftly, Gollancz, 2008, ISBN 978-0-575-07589-4.
- Yellow Blue Tibia, Gollancz, 2009, ISBN 978-0-575-08356-1.
- I Am Scrooge: A Zombie Story for Christmas, Gollancz, 2009, ISBN 978-0-575-09154-2.
  - Deutsch: Scrooge – Ein Zombie-Weihnachtsmärchen, Bastei Lübbe, 2012, ISBN 3-404-16742-2.
- New Model Army, Gollancz, 2010, ISBN 978-0-575-08360-8.
- The Dragon with the Girl Tattoo, Gollancz, 2010, ISBN 978-0-575-10091-6.
- By Light Alone , Gollancz, 2011, ISBN 978-0-575-08364-6.
- Jack Glass, Gollancz, 2012, ISBN 978-0-575-12762-3.
- Twenty Trillion Leagues Under the Sea, Gollancz, 2014, ISBN 978-0-575-13442-3.
- Bête, Gollancz, 2014, ISBN 978-0-575-12768-5.
- The Thing Itself, Gollancz, 2015, ISBN 978-0-575-12773-9.
- The Real-Town Murders, Gollancz, 2017, ISBN 978-1-4732-2146-8.
- By the Pricking of Her Thumb, Gollancz, 2018, ISBN 1-4732-2149-8.
- Haven: Tales Of The Aftermath, Solaris, 2018, ISBN 1-78108-566-8.
- The Black Prince, Unbound, 2018, ISBN 978-1-78352-647-5.

### Parodien
Als A3R Roberts:
- Star Warped, Gollancz, 2004, ISBN 0-575-07688-7.
  - Deutsch: Star Warped – Die Krieg der Sterne-Parodie, Heyne, 2005, ISBN 3-453-53065-9.

Als A.R.R.R. Roberts:
- The Soddit, Gollancz, 2003, ISBN 0-575-07554-6.
  - Deutsch: Der kleine Hobbnix – Die Tolkien-Parodie, Heyne, 2004, ISBN 3-453-87947-3.
- The Sellamillion, Gollancz, 2004, ISBN 0-575-07611-9.
  - Deutsch: Das Stiehlnemillion – Die Tolkien-Parodie, Heyne, 2005, ISBN 3-453-87947-3.
- Cardboard Box of the Rings: The Soddit, The Sellamillion, Bored of the Rings (Sammelband), Gollancz, 2004, ISBN 978-0-575-07657-0.
- Doctor Whom, 2006, Gollancz, ISBN 0-575-07928-2
- The Soddit: Or, Let’s Cash in Again, Orbit, 2012, ISBN 978-0-316-21395-0.

Als The Robertski Brothers:
- The McAtrix Derided, 2004, Gollancz, ISBN 0-575-07667-4

Als Don Brine (engl. als A.R.R.R. Roberts):
- The Va Dinci Cod, Gollancz, 2005, ISBN 0-575-07719-0.
  - Deutsch: Sapperlot! Die Va-Dinci Verschwörung,  Heyne, 2006, ISBN 3-453-59014-7.

### Novellen
- Park Polar, 2001, PS Publishing, ISBN 1-902880-28-5
- Jupiter Magnified, 2002, PS Publishing, ISBN 1-902880-56-0

### Kurzgeschichtensammlung
- Swiftly: Stories that Never Were and Might Not Be, 2004, Nightshade Books, ISBN 1-892389-71-1

### Sachbücher
- Science Fiction: The New Critical Idiom, 1989.
- Robert Browning Revisited, Twayne, 1997, ISBN 0-8057-4590-4.
- Silk and Potatoes: Contemporary Arthurian Fantasy, Rodopi, 1998, ISBN 90-420-0306-5.
- Romantic and Victorian Long Poems: a Guide, Ashgate, 1999, ISBN 1-85928-156-7.
- Science Fiction, Routledge, 2000, ISBN 0-415-19204-8.
- Fredric Jameson, Routledge, 2000, ISBN 0-415-21523-4.
- The History of Science Fiction, 2005.